# I Went Too Far
"I Went Too Far" là đĩa đơn thứ mười do Aurora phát hành và là đĩa đơn thứ sáu trong album All My Demons Greeting Me as a Friend. Bài hát được viết bởi Aurora, Odd Martin Skålnes và Magnus Skylstad và được sản xuất bởi Magnus Skylstad, Odd Martin Skålnes và Jeremy Wheatley. Ngày 5 tháng 7 năm 2016 bài hát chính thức được phát hành trên toàn thế giới. Bản phối lại bài hát của DJ người Mỹ MK được phát hành vào ngày 15 tháng 7 năm 2016.

## Bối cảnh và bài hát
Bài hát được mô tả là một bài hát mang hơi hướng disco pop và synth-pop. Aurora bắt đầu viết bài hát này khi cô lên chín. Cô giải thích với The 405 : "Đó là một lời nhắc nhở về tầm quan trọng của việc không hy sinh bản thân vì tình yêu của người khác. Có quá nhiều người có xu hướng duy trì các mối quan hệ mà họ phải chịu đựng sự lạm dụng bằng lời nói và thể xác. Đó là một vấn đề rất lớn cần được nhận thức."
Trong một cuộc phỏng vấn với BBC Radio 1, cô nói: "Đôi khi chúng ta đi quá xa để có được sự chấp thuận và tình yêu của người khác, khi chúng ta thực sự chỉ nên học cách yêu bản thân mình và thế là đủ."
"Khi tôi 9 tuổi, tôi đã viết phần lớn bài hát này. Tôi đã chứng kiến một người dũng cảm và tốt bụng không đòi hỏi sự tôn trọng và tình yêu mà họ đáng được có.
Lớn lên, tôi nhận ra những điều này xảy ra xung quanh chúng ta. Và chúng ta cần học cách đối xử tốt với bản thân và yêu cầu được đối xử đúng mực. Tất cả chúng ta đều có cơ hội leo lên bậc thang."

## Video âm nhạc
Video âm nhạc của bài hát được phát hành vào ngày 5 tháng 7 năm 2016. Video do Arni & Kinski làm đạo diễn và được quay ở Iceland.

## Danh sách đoạn nhạc
- Tải xuống kỹ thuật số [9]

1. "I Went Too Far" – 3:27

- Tải xuống kỹ thuật số - MK Remix (Phiên bản Radio) [10]

1. "I Went Too Far (MK Remix)" – 3:57

- Tải xuống kỹ thuật số - MK Remix (Phiên bản mở rộng) [11]

1. "I Went Too Far (MK Extended Remix)" – 5:22

## Ghi công và đóng góp
Phần ghi công được phỏng theo album của bài hát.

### Ghi âm và quản lí
- Thu âm tại Lydriket (Bergen, Na Uy), The Engine Room (London, Anh) và Angel Recording Studios (London, Anh)
- Hỗn hợp tại Lydriket và Phòng máy
- Mastered tại Abbey Road Studios (London, Anh)
- Được xuất bản bởi Nhà xuất bản Ultra Music , Nhà xuất bản Universal Music , Công ty phân phối giải trí

### Đóng góp
- Aurora Aksnes – hát, piano
- Odd Martin Skålnes – tổng hợp, lập trình
- Magnus Åserud Skylstad – trống và bộ gõ
- Pete Davis – bàn phím và lập trình

## Biểu đồ
| Bảng xếp hạng (2016)                        | Vị trí cao nhất |
| ------------------------------------------- | --------------- |
| US Hot Rock & Alternative Songs (Billboard) | 15              |